# Włodzimierz Zawadzki
Włodzimierz Jan Zawadzki, född den 28 september 1967 i Polany, Polen, är en polsk brottare som tog OS-guld i fjäderviktsbrottning i den grekisk-romerska klassen 1996 i Atlanta. 